# Lijst van eilanden in Indonesië
Dit is een lijst van de eilanden en eilandengroepen in Indonesië.

## A
- Adi
- Adonara
- Alor
- Alorarchipel
- Ambon
- Ara
- Aru-eilanden
- Asilulu

## B
- Bacan
- Bali
- Banda-eilanden
- Banda Besar
- Bangka
- Barat Daya-eilanden
- Batanta
- Batam
- Batjan
- Bengkalis
- Biak
- Billiton
- Bintam
- Bisa
- Boano
- Borneo
- Buaya
- Buru

## C
- Celebes
- Ceram

## D
- Damar
- Djampea
- Dolak
- Duizendeilanden

## E
- Enggano

## F
- Flores

## G
- Gebe
- Gorom (Gorong)
- Gili trawangan
- Gili Meno
- Gili Air

## H
- Halmahera
- Haruku

## J
- Japen
- Java

## K
- Kai Besar
- Kai Ketjil
- Kalimantan, zie ook Borneo
- Karakelong
- Karimun
- Kei-eilanden
- Kepa
- Kepulauan Seribu
- Kobroor
- Kofiau
- Komodo

## L
- Lakor
- Lembeh
- Lerat
- Leti-eilanden
- Lifamatola
- Lomblen
- Lombok

## M
- Machian
- Madura
- Manawaka
- Mandioli
- Mangole
- Mentawai-eilanden
- Misool
- Molukken
- Morotai
- Maluku

## N
- Natuna-eilanden
- Ndao
- Ngelengele-Besar
- Nias
- Nieuw-Guinea
- Noord-Pagai
- Numfor
- Num

## O
- Obi (Javazee)
- Obi (Molukken)
- Owi

## P
- Palu
- Pantar
- Panjang
- Pasumpahan
- Pura

## R
- Raijua
- Rani
- Rau
- Riau-archipel
- Romang
- Rondo
- Roti

## S
- Salawati
- Salebabu
- Sangihe-eilanden
- Sanana
- Sangeang
- Saparua
- Șelaru
- Seram
- Seram Rei
- Siau
- Siberut
- Simeulue
- Sipora
- Solor
- Su Mios
- Sulawesi
- Sumatra
- Sumba
- Sumbawa
- Supiori

## T
- Talaudeilanden
- Taliabu
- Tanimbar-eilanden
- Tereweng
- Ternate
- Tidore
- Timor
- Tioor

## W
- Waigeo
- Wamar
- Watubela
- Wetar
- Wokam
- Wuliaru

## Y
- Yamdena

## Z
- Zuid-Pagai